# シング・ストリート 未来へのうた
『シング・ストリート 未来へのうた』（シング・ストリート みらいへのうた、英: Sing Street）は、2016年に公開されたアイルランドの音楽映画・コメディドラマ。脚本・制作・監督はジョン・カーニーが務めた。出演は、フェルディア・ウォルシュ＝ピーロ、ルーシー・ボイントン、ジャック・レイナーほか。1985年のダブリンを舞台に、不景気や転校でどん底にいた男子高校生の人生が、一目惚れした女の子の気を引くためバンドを結成することで変化していく様子を描く。
映画は、2016年1月24日に、サンダンス映画祭 (2016 Sundance Film Festival) でワールド・プレミアを迎えた。その後アイルランドで3月17日、アメリカ合衆国で4月15日、イギリスで5月20日に封切られた。日本では同年7月9日にヒューマントラストシネマ有楽町、渋谷シネクイントなどで公開され、その後全国展開された。

## あらすじ
舞台は1985年の、ダブリン南部にあるインナーシティ地区。この場所に住むロウラー家は、不況から建築家の父ロバート（演：エイダン・ギレン）が失業し、苦境に立たされていた。喧嘩が絶えないロバートと妻ペニー（演：マリア・ドイル・ケネディ）は別居も考えており、ロバートは酒浸りで喫煙量も増えている。ある日の家族会議で、ロバートは末の息子コナー（主人公、演：フェルディア・ウォルシュ＝ピーロ）へ、学費を節約するため、私立学校から無料の公立高校へ転校するよう話す。ロバートは転校先のシング・ストリート高校について、評判は良い学校だと話すが、コナーの兄・ブレンダン（演：ジャック・レイナー）は、ばらばらになった家族の現状とコナーの転校を思い切りからかう。そんな現状から逃れるように、ブレンダンとコナーはロンドンのポップ音楽へのめり込む。
シング・ストリート高校は「クリスチャン・ブラザーズ」というカトリックの修道会が運営する学校で、コナーが元いたイエズス会運営の学校とは校風が違っていた。登校初日、校則違反の茶色い靴を校長のバクスター修道士（演：ドン・ウィチャリー）に見咎められ、いじめっ子のバリー（演：イアン・ケニー）に目を付けられてしまう。散々なスタートを切ったコナーに、ただひとり自称「校内コンサルタント」のダーレン（演：ベン・キャロラン）が声を掛け、2人は友人になる。2人が下校しようとした時、コナーは、高校の真向かいにあるフラットの入り口に立つ若い女性モデル・ラフィーナ（演：ルーシー・ボイントン）に気付き、その姿に一目惚れする。彼女の気を引くため、コナーは組んでもいないバンドのミュージック・ビデオ (MV) へ出演しないかと持ちかけ、ラフィーナの電話番号を手に入れる。成り行きでダーレンはマネジメント担当を引き受け、楽器に万能な友人・エイモン（演：マーク・マッケンナ）をコナーに引き合わせる。
その後「街で唯一の黒人」として誘われたンギグ（演：パーシー・チャンブルカ）、メンバー募集の張り紙を見てやってきたギャリー（演：カール・ライス）とラリー（演：コナー・ハミルトン）を加え、バンドは5人体制になる。またバンド名は、高校名とかけて「シング・ストリート」（英: Sing Street）に決まる。彼らはエイモンの家で1980年代のバンドをコピーし始めるが、デュラン・デュランのヒット曲をコピーしたテープを聴いたブレンダンは、ロックの師匠として「他人の曲で女の子を口説くな、自分の曲を作れ」と弟を叱咤する。コナーはエイモンと作曲を始め、自作曲『モデルの謎』（英: "The Riddle of the Model"）を完成させる。メンバーはてんでんばらばらの衣装を着てミュージック・ビデオ撮影に臨み、ラフィーナは謎のあるモデル役とメイクアップを担当する。撮影後、コナーはラフィーナを家まで送り届け、キスをしようとする。ところがそこにラフィーナの年上の彼氏・エヴァン（演：ピーター・カンピオン）がオープンカーを乗り付け、彼女を連れて走り去ってしまう。別れ際にラフィーナは、エヴァンとロンドンに出て、モデルとして成功すると夢を語る。2人が立ち去った後、コナーはラフィーナの住むフラットが、実は身よりの無い子供たちのために作られた施設だと気付く。帰宅して落ち込むコナーを、ブレンダンは彼なりに勇気づけて弟の恋を応援する。
数日後、コナーと再び会ったラフィーナは、自分の生い立ちをコナーに話し、新曲を書いて、自分がロンドンに発つ前にMVを撮影してほしいと頼む。海辺のダン・レアリーで2本目のMVを撮影している最中、ラフィーナは「何事も半端はだめ」と、泳げないにもかかわらず作品のため海へ飛び込む。コナーは海へ飛び込みラフィーナを助けてキスを交わし、2人の間に信頼感が生まれる。

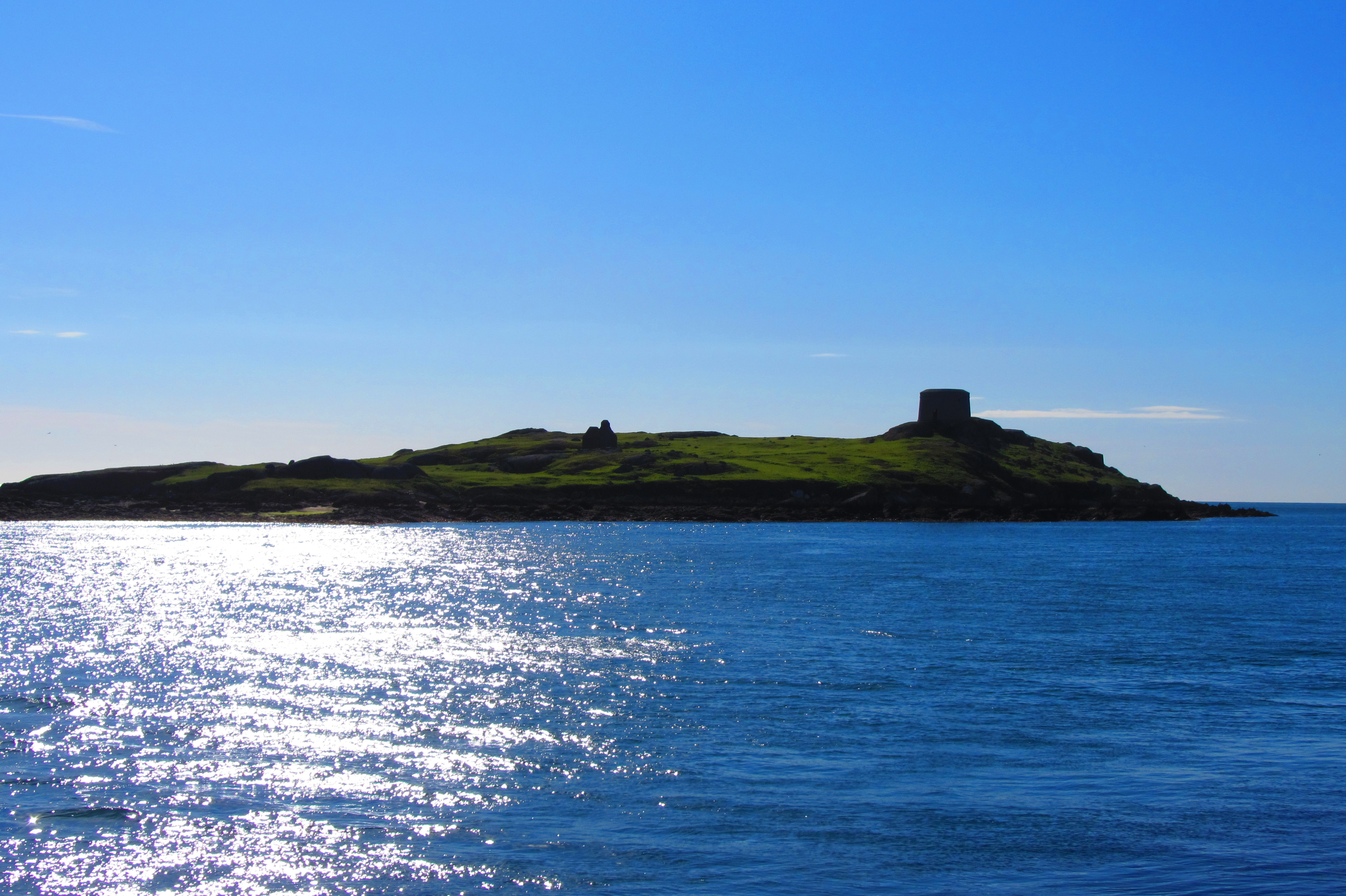
ダルキー島を写した写真

ロバートとペニーの婚姻はいよいよ破綻を来すが、一方でコナーとラフィーナは交際を進展させ、2人はコナーの祖父が所有していたモーターボートでダン・レアリーから程近いダルキー島へ向かう。島から、アイルランドを離れブリテン島へ向かうフェリーを見た2人は、ラフィーナの「アイルランドを離れロンドンに行く」夢について語り合う。
学校主催のプロムを初ライブに決めたメンバーは、新曲・MV作りに没頭する。コナーは『バック・トゥ・ザ・フューチャー』ばりのMVを撮ろうと妄想するが、ラフィーナは撮影現場に現れない。彼女のフラットに向かったコナーは、住人からラフィーナがエヴァンと共にロンドンへ旅立ったことを伝えられる。ところが、エヴァンにはつてなど無くロンドンで雲隠れし、彼に騙されたラフィーナは程なくしてダブリンに戻ってくる。バンドはプロムに向けて準備を進め、家庭環境からぐれていたいじめっ子のバリーをローディーとして引き込む。プロムでのライブでは、バクスターを揶揄する歌まで歌って大成功する。
プロムの後、コナーとラフィーナは、モーターボートが停泊しているダン・レアリーまで送ってほしいとブレンダンに頼み込む。2人はモーターボートでウェールズのホリーヘッドへ向かう計画を明かす。コナーとラフィーナはブレンダンに見送られ、ロンドンでの新しい生活を求めて、ブリテン島へ向かうフェリーを追うように、モーターボートでアイリッシュ海を渡るのだった。
映画の最後には、"For Brothers Everywhere" との献辞が表示される。

## キャスト
以下は公式パンフレット、プロダクション・ノートに拠った。
| 役名                                           | キャスト                                            | 日本語吹替   | 備考                                                               |
| ---------------------------------------------- | --------------------------------------------------- | ------------ | ------------------------------------------------------------------ |
| コナー・"コズモ"・ロウラー Conor "Cosmo" Lalor | フェルディア・ウォルシュ＝ピーロ Ferdia Walsh-Peelo | 小川ゲン     | 主人公、バンド『シング・ストリート』のボーカル                     |
| ラフィーナ Raphina                             | ルーシー・ボイントン Lucy Boynton                   | 近藤唯       | ロンドンで大成することを目指すモデル、本作のヒロイン               |
| ブレンダン Brendan                             | ジャック・レイナー Jack Reynor                      | 金谷ヒデユキ | コナーの兄で「ロックの師匠」                                       |
| ロバート Robert                                | エイダン・ギレン Aidan Gillen                       | 宮崎敦吉     | ブレンダン、アン、コナーの父で、失業した建築家                     |
| ペニー Penny                                   | マリア・ドイル・ケネディ Maria Doyle Kennedy        | 仲村かおり   | ブレンダン、アン、コナーの母                                       |
| アン Ann                                       | ケリー・ソーントン Kelly Thornton                   |              | ブレンダンの妹、コナーの姉。大学で建築を学ぶ                       |
| ダーレン Darren                                | ベン・キャロラン Ben Carolan                        |              | バンド『シング・ストリート』のマネージャー・カメラマン             |
| エイモン Eamon                                 | マーク・マッケンナ Mark McKenna                     |              | 楽器に万能。バンド『シング・ストリート』のギター                   |
| ンギグ Ngig                                    | パーシー・チャンブルカ Percy Chamburuka             |              | 黒人という理由で誘われた、バンド『シング・ストリート』のキーボード |
| ラリー Larry                                   | コナー・ハミルトン Conor Hamilton                   |              | バンド『シング・ストリート』のドラム                               |
| ギャリー Garry                                 | カール・ライス Karl Rice                            |              | バンド『シング・ストリート』のベース                               |
| バリー Barry                                   | イアン・ケニー Ian Kenny                            |              | いじめっ子でコナーに目を付けるが、後にバンドのローディーとなる     |
| バクスター校長 Brother Baxter                  | ドン・ウィチャリー Don Wycherley                    | 千葉繁       | シング・ストリート高校の校長を務める修道士                         |
| ミス・ダン Miss Dunne                          | リディア・マクギネス Lydia McGuinness               |              | シング・ストリート高校の美術教師                                   |

## 制作

### 計画の始動
2014年2月、ジョン・カーニーが、「男子学生が女子の気を引くためバンドを始める」という筋のシナリオを元に映画を監督すると発表された。カーニーは自身の率いるディストレスド・フィルムズ（英: Distressed Films）を通じてこの映画の制作面にも関わったが、制作には、他にもライクリー・ストーリーのアンソニー・ブレグマン、パルムスター・メディアのケヴィン・フレイクス、マースド・メディア・パートナーズ（英: Merced Media Partners）のラージ・ブリンダー・シン、フィルムウェーヴ（英: FilmWave）のポール・トライビッツ、クリスティアン・グラスが名を連ねている。作品は、カーニーがダブリンで過ごした子供時代を、半自伝的に描いたものとされている。

### 配役
2014年7月に行われたインタビューで、カーニーは無名の俳優を映画に使うつもりだと明かした。主演のフェルディア・ウォルシュ＝ピーロも無名俳優だったほか、バンドのメンバーを演じたベン・キャロラン、マーク・マッケンナ、パーシー・チャンブルカ、コナー・ハミルトン、カール・ライス、イアン・ケニーは、いずれも本作が長編映画デビューとなった。2014年9月には、エイダン・ギレン、マリア・ドイル・ケネディ、ジャック・レイナーの出演が発表され、それぞれ父、母、息子の役を演じるとされた。

### 撮影
映画の主撮影は2014年9月にアイルランド・ダブリンで始まり、同年10月25日にクランクアップした。ロケ地の中には、実際のシング・ストリート・クリスチャン・ブラザーズ・スクールが含まれていたが、この学校はカーニー監督の母校である。

### 音楽
劇中でバンド『シング・ストリート』が演奏するオリジナル曲の多くは、80年代に活躍した作曲家のゲイリー・クラークが制作したものである。またカーニー監督自身も、クラークと並んでオリジナル・ソング制作者としてクレジットされている。また、北アイルランドのバンド・レリッシュのケン・パペンフュス、カール・パペンフュス兄弟、グレアム・ヘンダーソンやザモ・リフマンも作曲者として名を連ねている。またマルーン5のアダム・レヴィーンは、カーニーやグレン・ハンサードと共作し、映画の主題歌にもなった "Go Now" を書き下ろしている。
また、映画には当時の音楽として、ザ・キュアー、a-ha、デュラン・デュラン、ザ・クラッシュ、ホール&オーツ、スパンダー・バレエ、ザ・ジャムなどの曲がふんだんに使用されている。

#### サウンドトラック
映画のサウンドトラックは、デッカ・レコードから2016年3月18日にリリースされた。また日本では、オリジナル・サウンドトラックが2016年7月6日に発売された。
以下のトラックリストで、作曲者や演奏者については公式モーション・ピクチャを参照した。
| #         | タイトル                                                         | 作詞・作曲                                                                               | アーティスト | 時間     |
| --------- | ---------------------------------------------------------------- | ---------------------------------------------------------------------------------------- | ------------ | -------- |
| 1.        | 「Rock N Roll Is a Risk」(Dialogue)                              |                                                                                          | Jack Reynor  | 0:05.013 |
| 2.        | 「Stay Clean」                                                   | Edward Clarke, Ian Kilmister, Philip Taylor                                              | Motörhead    | 2:39.84  |
| 3.        | 「The Riddle of the Model」(邦題：『モデルの謎』)                | John Carney, Gary Clark, Graham Henderson, Carl Papenfus, Ken Papenfus, Eamonn Griffan   | Sing Street  | 1:48.546 |
| 4.        | 「Rio」                                                          | Simo le Bon, Nick Rhodes, Andy Taylor, John Taylor, Roger Taylor                         | Duran Duran  | 5:29.44  |
| 5.        | 「Up」(邦題：『アップ』)                                         | John Carney, Gary Clark, Graham Henderson, Carl Papenfus, Ken Papenfus, Eamonn Griffan   | Sing Street  | 2:43.453 |
| 6.        | 「To Find You」(邦題：『君をさがして』)                          | Gary Clark                                                                               | Sing Street  | 3:20.133 |
| 7.        | 「Town Called Malice」(邦題：『悪意という名の街』)               | Paul Weller                                                                              | The Jam      | 2:53.266 |
| 8.        | 「In Between Days」(en)                                          | Robert Smith                                                                             | The Cure     | 2:56.52  |
| 9.        | 「A Beautiful Sea」(邦題：『ア・ビューティフル・シー』)          | John Carney, Gary Clark, Graham Henderson, Carl Papenfus, Ken Papenfus, Eamonn Griffan   | Sing Street  | 3:03.573 |
| 10.       | 「Maneater」(邦題：『マンイーター』)                             | Sara Allen, Daryl Hall, John Oates                                                       | Hall & Oates | 4:31.186 |
| 11.       | 「Steppin' Out」(邦題：『ステッピン・アウト』)                   | Joe Jackson                                                                              | Joe Jackson  | 4:16.24  |
| 12.       | 「Drive It Like You Stole It」(邦題：『思い切りアクセルを踏め』) | Gary Clark                                                                               | Sing Street  | 3:36.386 |
| 13.       | 「Up」(Bedroom Mix)                                              | John Carney, Gary Clark, Graham Henderson, Carl Papenfus, Ken Papenfus, Eamonn Griffan   | Sing Street  | 1:53.306 |
| 14.       | 「Pop Muzik」(邦題：『ポップ・ミューヂック』)                    | Robin Scott                                                                              | M            | 3:16.613 |
| 15.       | 「Girls」(邦題：『ガールズ』)                                    | John Carney, Gary Clark, Graham Henderson, Carl Papenfus, Ken Papenfus, Eamonn Griffan   | Sing Street  | 1:57.653 |
| 16.       | 「Brown Shoes」(邦題：『茶色い靴』)                              | John Carney, Gary Clark, Graham Henderson, Carl Papenfus, Ken Papenfus, Eamonn Griffan   | Sing Street  | 2:51.773 |
| 17.       | 「Go Now」(邦題：『ゴー・ナウ』)                                 | Glen Hansard, John Carney, Graham Henderson, Carl Papenfus, Ken Papenfus, Eamonn Griffan | Adam Levine  | 3:52.693 |
| 合計時間: | 合計時間:                                                        | 合計時間:                                                                                | 合計時間:    | 51:08    |

また、他にも次のような曲が劇中で使われている。
- "Mechanic Of Your Heart"『ハートの修理工』 - 作：ジョン・カーニー、歌：フェルディア・ウォルシュ＝ピーロ
- "Yellow Pearl"『イエロー・パール（英語版）』 - 作：フィル・ライノット、ジェームズ・ユーア、歌：フィル・ライノット
- "I Fought The Law"『アイ・フォウト・ザ・ロウ』 - 作：ソニー・カーティス、歌：ザ・クラッシュ
- "Take On Me"『テイク・オン・ミー』 - 作：マグネ・フルホルメン、モートン・ハルケット、ポール・ワークター、歌：a-ha
- "The Love Cats" - 作：ロバート・スミス、オリジナル演奏：ザ・キュアー、劇中演奏：マーク・マッケンナ
- "Axel F" - 作：ハロルド・フォルターメイヤー、映画『ビバリーヒルズ・コップ』テーマ曲、劇中演奏：マーク・マッケンナ
- "Waiting For A Train" - 作：ハリー・ヴァンダ、ジョージ・ヤング、歌：フラッシュ・アンド・ザ・パン（英語版）
- "Don't Go Down" - 作：ファーガス・オファレル、グレン・ハンサード、歌：インターフェレンス・アイルランド（英語版）
- "Paperlate" - 作：アンソニー・バンクス、フィリップ・コリンズ、マイケル・ラザフォード、歌：ジェネシス
- "Ghost Of A Chance" - 作：ポール・クリアリー、歌：ブレイズ（英語版）
- "Gold" - 作：ゲイリー・ケンプ、歌：スパンダー・バレエ
- "Nothing's Gonna Stop Us Now"『愛はとまらない』 - 作：アルバート・ハモンド、ダイアン・ウォーレン、歌：スターシップ

## 評価

### 批評家の反応
映画批評サイトRotten Tomatoesでは、2016年9月13日現在151件のレビューが寄せられ、肯定的批評97%の「新鮮な映画」に分類されている。また平均点数は8.1/10である。Metacriticでは37件のレビューに基づき、100点満点中79点のスコアが付けられた。

### 受賞
| 受賞とノミネーションの一覧                 | 受賞とノミネーションの一覧 | 受賞とノミネーションの一覧           | 受賞とノミネーションの一覧                        | 受賞とノミネーションの一覧 | 受賞とノミネーションの一覧 |
| 映画賞                                     | 授賞式開催日               | 部門                                 | 対象                                              | 結果                       | 脚注                       |
| ------------------------------------------ | -------------------------- | ------------------------------------ | ------------------------------------------------- | -------------------------- | -------------------------- |
| 第13回 (en) アイルランド映画&テレビ賞 (en) | 2016年4月9日               | 最優秀映画賞                         | 映画本編                                          | ノミネート                 | [ 42 ]                     |
| 第13回 (en) アイルランド映画&テレビ賞 (en) | 2016年4月9日               | 最優秀監督賞                         | ジョン・カーニー                                  | ノミネート                 | [ 42 ]                     |
| 第13回 (en) アイルランド映画&テレビ賞 (en) | 2016年4月9日               | 最優秀脚本賞                         | ジョン・カーニー                                  | ノミネート                 | [ 42 ]                     |
| 第13回 (en) アイルランド映画&テレビ賞 (en) | 2016年4月9日               | 最優秀助演男優賞                     | ジャック・レイナー                                | 受賞                       | [ 42 ]                     |
| 第13回 (en) アイルランド映画&テレビ賞 (en) | 2016年4月9日               | 最優秀オリジナル・スコア賞           | ゲイリー・クラーク ジョン・カーニー               | ノミネート                 | [ 42 ]                     |
| 第13回 (en) アイルランド映画&テレビ賞 (en) | 2016年4月9日               | 最優秀音響賞                         | ロバート・フラナガン                              | ノミネート                 | [ 42 ]                     |
| 第13回 (en) アイルランド映画&テレビ賞 (en) | 2016年4月9日               | 最優秀コスチューム・デザイン賞       | ティツィアーナ・コルヴィシエリ                    | ノミネート                 | [ 42 ]                     |
| 第13回 (en) アイルランド映画&テレビ賞 (en) | 2016年4月9日               | 最優秀メイクアップ・ヘアメイク賞     | 映画本編                                          | ノミネート                 | [ 42 ]                     |
| 第22回クリティクス・チョイス・アワード     | 2016年12月11日             | 歌曲賞                               | "Drive It Like You Stole It" — ゲイリー・クラーク | ノミネート                 | [ 43 ]                     |
| 第21回サンディエゴ映画批評家協会賞         | 2016年12月12日             | 最優秀オリジナル・スコア賞           | 映画本編                                          | 受賞                       | [ 44 ] [ 45 ]              |
| 第13回セントルイス映画批評家協会賞         | 2016年12月18日             | 最優秀サウンドトラック賞             | 映画本編                                          | 受賞                       | [ 46 ]                     |
| 第13回セントルイス映画批評家協会賞         | 2016年12月18日             | 最優秀歌曲賞                         | "Drive It Like You Stole It" — ゲイリー・クラーク | ノミネート                 | [ 46 ]                     |
| フェニックス映画批評家協会賞               | 2016年12月20日             | 最優秀映画賞                         | 映画本編                                          | ノミネート                 | [ 47 ]                     |
| フェニックス映画批評家協会賞               | 2016年12月20日             | 最優秀オリジナル歌曲賞               | "Drive It Like You Stole It"                      | ノミネート                 | [ 47 ]                     |
| フェニックス映画批評家協会賞               | 2016年12月20日             | Overlooked Film of the Year          | 映画本編                                          | 受賞                       | [ 47 ]                     |
| 第12回オースティン映画批評家協会賞         | 2016年12月28日             | 最優秀作品賞                         | 映画本編                                          | 10位                       | [ 48 ]                     |
| 第88回ナショナル・ボード・オブ・レビュー賞 | 2017年1月4日               | インディペンデント映画トップ10       | 映画本編                                          | 受賞                       | [ 49 ]                     |
| 第10回ヒューストン映画批評家協会賞         | 2017年1月6日               | 最優秀主題歌賞                       | "Drive It Like You Stole It" — ゲイリー・クラーク | ノミネート                 | [ 50 ] [ 51 ]              |
| 第74回ゴールデングローブ賞                 | 2017年1月8日               | 作品賞 (ミュージカル・コメディ部門)  | 映画本編                                          | ノミネート                 | [ 52 ] [ 53 ]              |
| ゴールデン・トマト賞                       | 2017年1月12日              | Best Limited Release 2016            | 映画本編                                          | 4位                        | [ 54 ]                     |
| ゴールデン・トマト賞                       | 2017年1月12日              | 最優秀ミュージカル/音楽映画賞        | 映画本編                                          | 2位                        | [ 54 ]                     |
| デンバー映画批評家協会賞                   | 2017年1月16日              | 最優秀オリジナル歌曲賞               | "Drive It Like You Stole It"                      | 受賞                       | [ 55 ] [ 56 ]              |
| 第36回ロンドン映画批評家協会賞             | 2017年1月22日              | 今年のイギリス/アイルランド映画 (en) | 映画本編                                          | ノミネート                 | [ 57 ]                     |
| 第36回ロンドン映画批評家協会賞             | 2017年1月22日              | 今年の若手イギリス/アイルランド俳優  | フェルディア・ウォルシュ＝ピーロ                  | ノミネート                 | [ 57 ]                     |
| 第36回ロンドン映画批評家協会賞             | 2017年1月22日              | 技術賞                               | ジョン・カーニー、ゲイリー・クラーク              | ノミネート                 | [ 57 ]                     |

## リリース
2014年2月、フィルムネイション・エンターテインメントが、映画の配給権を国際的に販売すると発表された。同年5月には、ワインスタイン・カンパニーがアメリカ合衆国での配給権を300万ドルで獲得したと報じられた。
映画はサンダンス映画祭で、2016年1月24日にワールド・プレミアを迎えた。また、同年2月18日にはダブリン国際映画祭、3月11日にはサウス・バイ・サウスウェストで上映されている。
その後、3月17日にはアイルランド、4月15日にはアメリカ合衆国、5月20日には英国で劇場公開された。
日本では2016年7月9日に公開され、レートはPG-12に指定された。「君の夢は、僕の夢になった。」とのキャッチコピーが付けられたほか、字幕翻訳は石田泰子が担当した。

### ディスク販売
本国では、2016年7月26日にDVD・Blu-ray Disc・オンデマンドで発売された。またiTunesでは7月12日、Digital HDでは7月19日に先行配信されている。
日本版のディスクは2017年2月2日に発売され、同年1月18日にTSUTAYAで先行レンタルが行われることが発表された。ディスクはTシャツ・特典DVDの付いたBlu-ray Discプレミアム・エディション、1枚組のBlu-ray Discスタンダード・エディション、スタンダード・エディションと同一内容のDVDの3パターン展開である。